# E3 Harelbeke 1975
De E3 Harelbeke 1975 is de achttiende editie van de wielerklassieker E3 Harelbeke en werd verreden op 22 maart 1975. Frans Verbeeck kwam na 226 kilometer als winnaar over de streep. De gemiddelde uursnelheid van de winnaar was 38,20 km/u.

## Uitslag
| Rang | Naam                     | Tijd   |
| ---- | ------------------------ | ------ |
| 1    | Frans Verbeeck           | 5u55'  |
| 2    | Freddy Maertens          | z.t.   |
| 3    | Cees Bal                 | z.t.   |
| 4    | Ronald De Witte          | +5'14" |
| 5    | Gerben Karstens          | +6'27" |
| 6    | Jan Raas                 | z.t.   |
| 7    | Luc D'Hondt              | z.t.   |
| 8    | Guido Van Sweevelt       | z.t.   |
| 9    | Marc Demeyer             | z.t.   |
| 10   | Herman Van der Slagmolen | z.t.   |